# Litoměřice
Litoměřice (tyska Leitmeritz) är en stad i nordvästra Tjeckien, cirka 64 km nordväst om huvudstaden Prag. Befolkningen uppgick till 24 106 invånare i början av 2016.
Litoměřice, som är en av Tjeckiens äldsta städer, grundlades på 900-talet på platsen för ett medeltida slaviskt fort. Från 1100- till 1600-talet var Litoměřice ett betydande handelscentrum inom Tysk-romerska riket.